# 薛军
薛军（1942年11月17日—2010年2月19日），男，山西柳林人，中华人民共和国政治人物。

## 生平
薛军是山西省柳林县王家沟乡兴隆湾村人。毕业于山西大学政治系。1983年，任吕梁地委委员、组织部部长。1985年7月，任山西省统计局副局长。1986年10月，任山西省统计局局长。1992年4月，任朔州市委第一副书记，同年7月任朔州市委书记。1995年12月，任山西省副省长。2000年1月任山西省委常委、副省长。2003年1月，任山西省人大常委会副主任。2009年5月，退休。2010年2月19日，在太原逝世，享年68岁。